# توم بوكسر
توم بوكسر (بالرومانية: Tom Boxer)‏ هو منتج أسطوانات ودي جيه ومغني روماني، ولد في 6 يناير 1977 في كرايوفا في رومانيا.

## وصلات خارجية
- الموقع الرسمي
- توم بوكسر على موقع ميوزك برينز (الإنجليزية)
- توم بوكسر على موقع ديسكوغز (الإنجليزية)
- توم بوكسر على موقع ديسكوغز (الإنجليزية)